# Max Britzelmayr
Max Britzelmayr (ur. 7 stycznia 1839 w Augsburgu, zm. 6 grudnia 1909 w Ibid) – niemiecki nauczyciel, mykolog i lichenolog.

## Życiorys
Ojciec Maxa Britzelmayera był nauczycielem i Max również nim został. W 1859 r. ukończył kolegium nauczycielskie w Lauingen, a w 1861 zdał egzamin nauczycielski. W 1865 r. otrzymał stanowisko nauczyciela w St. Georg pod Augsburgiem, a w 1873 r. został inspektorem szkolnym. W 1899 r. ze względów zdrowotnych przeszedł na emeryturę.

## Praca naukowa
Oprócz swojej pracy zawodowej Britzelmayer zajmował się badaniem grzybów i porostów w  Augsburgu i południowej Bawarii. Włożył duży wkład w opracowanie grupy Hymenomycetes w południowej Bawarii. Był też dobrym rysownikiem. Swoje publikacje ilustrował własnymi rysunkami, zarówno czarno-białymi, jak i kolorowymi, a także rysunkami zarodników z obserwacji mikroskopowych. Rysunki i akwarele jego prac znajdują się w zielniku Uniwersytecie Ludwika i Maksymiliana w Monachium.
Opisał nowe gatunki grzybów i porostów. W nazwach naukowych utworzonych przez niego taksonów dodawany jest cytat Britzelm.